# David Danskin
David Danskin (Burntisland, 9 gennaio 1863 – Warwick, 4 agosto 1948) è stato un calciatore scozzese.

## Biografia
Nato a Burntisland, nel Fife, Danskin crebbe a Kirkcaldy. Giocò a livello dilettantistico nei Kirkcaldy Wanderers, insieme a Jack McBean e Peter Connolly, due giocatori che in seguito avrebbero raggiunto Danskin al Royal Arsenal. Nel 1885 Danskin si trasferì a Londra per cercare lavoro e trovò impiego presso la bottega di Dial Square al Royal Arsenal di Woolwich. Lì incontrò molti appassionati di calcio, tra i quali Jack Humble e gli ex calciatori del Nottingham Forest Fred Beardsley e Morris Bates. Insieme ad Humble, a Danskin è generalmente attribuito il ruolo chiave nella fondazione del Dial Square FC, squadra di lavoratori dell'officina.
Danskin promosse una colletta tra gli amici appassionati di football e acquistò il primo pallone da calcio del Dial Square. Poi capitanò la squadra nella sua prima partita contro gli Eastern Wanderers, l'11 dicembre 1886 (il Dial Square vinse per 6-0). Danskin continuò a giocare nel Royal Arsenal, nuovo nome assunto dal club poco dopo, per il successivo biennio, ma a causa di un infortunio occorso in un incontro con il Clapton nel gennaio 1889 decise di abbandonare l'attività agonistica. In seguito, infatti, collezionò poche altre presenze in campo.
L'Arsenal diventò un club professionistico nel 1891, e anche se Danskin si candidò alle elezioni per il comitato del club nel 1892, egli non riuscì a farsi eleggere. Termina quindi la sua collaborazione ufficiale con l'Arsenal e comincia a collaborare con una nuova squadra della zona, il Royal Ordnance Factories. Diresse anche alcune partite locali come arbitro. Rimase comunque abbastanza appassionato per l'Arsenal da seguirne le partite, e suo figlio Billy era solito vendere i programmi delle partite.
Più tardi cominciò la sua attività di costruttore di biciclette a Plumstead prima di spostarsi a Coventry nel 1907 per lavorare per la Standard Motor Company. Successivamente fu tormentato da problemi di salute, causati dagli infortuni alle gambe rimediati durante la sua carriera di calciatore, che lo obbligarono ad un precoce ritiro. Fu comunque uno dei pochi membri fondatori dell'Arsenal a vedere i successi degli anni '30; si dice che, ascoltando per radio la vittoria nell'FA Cup del 1936 dei gunners urlò nonostante fosse costretto a letto, malato. Dopo molti anni di malattia, morì nel 1948 in un ospizio di Warwick, all'età di 85 anni.
Nel 2007, per commemorare il suo ruolo nella storia del club, i Fan scozzesi dell'Arsenal dedicarono una targa a Danskin, vicino al suo luogo di nascita a Burntisland.